# Great Captain Island
Great Captain Island est une île située au large de la ville de Greenwich, au Connecticut, et abrite le phare Great Captain Island Light datant du XIXe siècle. 
L'île fait partie d'un groupe de trois îles. Elle est nommée d'après le Capitaine Daniel Patrick, l'un des premiers colons de Greenwich.
Les Aigrettes, hérons, Balbuzars pêcheurs, et autres oiseaux peuvent être observés sur l'île.